# Ізабелла де Віллардуен
Ізабелла де Віллардуен (фр. Isabelle de Villehardouin; 1260/1263 — 23 січня 1312) — володарка Ахейського князівства в 1289—1307 роках.

## Життєпис

### Молоді роки
Походила з шампанського шляхетського роду Віллардуенів. Старша донька Вільгельма II, князя Ахейського, і Анни Комніни Дукіні (доньки епірського деспота Михайла II). Народилася між 1260 і 1263 роками. 1265 року після смерті старшої зведеної сестри Симони була оголошена спадкоємецею князівства.
1266 року візантійський імператор Михайло VIII запропонував Вільгельму II укласти шлюб Ізабелли зі своїм сином Андроніком, який в результаті повинен був об'єднати весь Пелопоннес. Але це викликало різке неприйняття баронів князівства, яких підтримав Карл I Анжуйський, король Сицилії. 1267 року Вільгельм II визнав сюзеренітет останнього. Того ж року відбулися заручини Ізабелли з Філіпом Сицилійський. Шлюб було укладено 1271 року.
1277 року помирає чоловік Ізабелли, а 1278 року — батько. Згідно з укладеною угодою Ізабелла, якій на той час було не більше 19 років, не могла самостійно управляти Ахейським князівством, це право перейшло до Карла Анжуйського. Останній призначив бальї (керуючого) князівства Алерана д'Іврі. Ізабелла залишилася при королівськом дворі в Неаполі.
1289 року новий король Карл II влаштував шлюб Ізабелли зі конетаблем Сицилії Флорісом де Ено. Обидва отримали титули княгині і князя Ахейського. Натомість Ізабелла підписала угоду, за якою не могла вийти заміж без дозволу короля.

### Князювання
Невдовзі подружжя перебралася до Андравіди, де барони Ахейського князівства принесли їм омаж. Невдовзі почалася суперечка з Афінським герцогством, регент якого Гуго де Брієнн відмовився визнавати зверхність ахейського князя. Суперечка тягнулася до 1294 року, коли афінський герцог Гі II де ла Рош став повнолітнім. Той приніс омаж Ізабеллі та Флорісу де Ено. Фактичну владу здійснював останній.
У 1297 році помер Флоріс де Ено, внаслідок чого Ізабелла стала повновладною княгинею. Невдовзі барони князівства стали пропонувати Ізабеллі кандидатури майбутнього чоловіка для її доньки Матильди, що вважалася спадкоємицею влади. Вибір в підсумку впав на Гі II де ла Роша. Проте на цей шлюб не було отримано згоду короля Карла II та Папського престолу. В результаті король в липні 1298 року зажадав повернути наречену матері. Лише після тривалих перемовин 1300 року погодився на шлюб. Папа римський Боніфацій VIII також надав свій дозвіл.
У 1300 році Ізабелла за наказом Карла II уклала мирний договір з Візантійською імперією. За цим рушила до Риму, залишивши в князівстві як бальї свого маршала Ніколя III де Сент-Омера. У Римі вона домовилася про шлюб з Філіпом П'ємонтським. Це викликало невдоволення Карла II, оскільки порушувало попередню угоду. Але в підсумку король надав згоду на шлюб Ізабелли. Весілля відбулося 12 лютого 1301 року. За умовами договору Філіп і Ізабелла визнавали себе васалами Філіпа Тарентського, сина Карла II. 1302 році подружжя прибуло до Ахейського князівства
Незабаром Філіп П'ємонтський здирництвом викликав невдоволення. До того ж прагнення здобути незалежність від Неаполітанського королівства призвело до того, що 1306 році Карл II повалив Філіпа, позбавивши титулу князя. Новим князем король призначив Філіпа Тарентського. Філіп Савойський і Ізабелла 11 травня 1307 року поступилися правами на Ахейське князівство королю, в обмін Філіп отримав графство Альба на Фуцинському озері.
Ізабелла розлучилася з чоловіком, перебравшись до графства Ено. Померла 1312 року.

## Родина
1. Чоловік — Філіп Сицилійський
дітей не було
2. Чоловік — Флоріс де Ено
Діти:
- Матильда (1293—1331), дружина: 1) Гі II де ла Роша, герцога Афінського; 2) Людовик Бурґундський; 3) Жан де Гравіна, герцог Дураццо; 4) Гуго де ла Паліс

3. Чоловік — Філіп I, князь П'ємонту
Діти:
- Марія Савойська (1301 — після 1308)
- Маргарита (лютий 1303 — після 1371), дружина Рено де Форі, сеньйора де Маллеваль, де Рошерлен і де Сен-Жермен Лаваль
- Аліса (д/н—1368), дружина 1) Манфредо дель Каррето, маркіза Савони; 2) Антельма д'Уртієре, сеньйора де Сент-Елен-дю-Лак

## В творчості
Є героїнею п'єси грецького драматурга Ангелоса Терзакіса — «Принцеса Ізабо» (грец. Πριγκιπέσσα Ιζαμπώ).